# Oriostoma
Oriostoma är ett släkte utdöda havssnäckor inom familjen Oriostomatidae, vanligt förekommande i siluriska avlagringar på Gotland.
Oriostoma hade en långspirad, 3–4 centimeter vid snäcka.